# HIP 11915
HIP 11915是一顆距離地球約186光年的黃矮星，在天球上位於鯨魚座。該恆星為類太陽恆星，必須以望遠鏡觀測。

## 行星系統
HIP 11915周圍有一顆質量和木星極為接近，並且與母恆星距離和木星與太陽距離幾乎相等的氣體巨行星HIP 11915 b環繞。HIP 11915 b 的發現是引人注意的，因為這是首次在太陽系外發現某些狀態與太陽系內行星相近的太陽系外行星。徑向速度觀測資料也顯示在HIP 11915系統內沒有軌道週期在1000日以內的氣體巨行星存在，這代表在更靠近母恆星處可能有至少一顆類地行星。
HIP 11915 b是由位於智利拉西拉天文台，欧洲南方天文台所屬的ESO 3.6米望遠鏡搭載儀器高精度徑向速度行星搜索器發現。
巴西圣保罗大学的天文學家若熱·梅蘭德茲（Jorge Meléndez）表示，「在太陽系外搜尋2.0版地球，與完整的2.0版太陽系是天文學上最讓人興奮的其中一件事」。
| 成員 (依恆星距離) | 质量          | 半長軸 (AU) | 轨道周期 (天) | 離心率     | 傾角 | 半径 |
| ----------------- | ------------- | ----------- | ------------- | ---------- | ---- | ---- |
| b                 | 0.99 ± .06 MJ | 4.8 ± .01   | 3830.0 ± 150  | 0.1 ± 0.07 | —    | —    |

## 外部連結
- M. Bedell, J. Meléndez , J. L. Bean, I. Ramírez, M. Asplund, A. Alves-Brito, L. Casagrande, S. Dreizler, T. Monroe, L. Spina, and M. Tucci Maia.  (PDF). The European SouthernObservatory(ESO). June 26, 2015: 8  [17 July 2015]. （原始内容存档 (PDF)于2019-10-30）.